# Thal-Marmoutier
Thal-Marmoutier – miejscowość i gmina we Francji, w regionie Grand Est, w departamencie Dolny Ren.
Według danych na rok 1990 gminę zamieszkiwało 637 osób, a gęstość zaludnienia wynosiła 186 osób/km² (wśród 903 gmin Alzacji Thal-Marmoutier plasuje się na 387. miejscu pod względem liczby ludności, natomiast pod względem powierzchni na miejscu 590.).